# ميندوجاس كوزمينسكاس
ميندوجاس كوزمينسكاس (بالليتوانية: Mindaugas Kuzminskas)‏ مواليد 19 أكتوبر 1989، هو لاعب كرة سلة ليتواني ويحمل الرقم 19.

## فرق لعب لها
- بالونكيستو مالقا

## الميداليات
| الميدالية | المسابقة                         |
| --------- | -------------------------------- |
| فضية      | بطولة أمم أوروبا لكرة السلة 2013 |

## روابط خارجية
- ميندوجاس كوزمينسكاس على موقع الاتحاد الدولي لكرة السلة (الإنجليزية)
- ميندوجاس كوزمينسكاس على موقع الدوري الأوروبي لكرة السلة (الإنجليزية)
- ميندوجاس كوزمينسكاس على موقع إن بي أي (الإنجليزية)
- ميندوجاس كوزمينسكاس على موقع سبورتس رفرنس (الإنجليزية)
- ميندوجاس كوزمينسكاس على موقع الدوري الإسباني لكرة السلة (الإسبانية)
- ميندوجاس كوزمينسكاس على موقع كرة السلة الأوروبية.كوم (الإنجليزية)
- ميندوجاس كوزمينسكاس على موقع DraftExpress.com (الإنجليزية)
- ميندوجاس كوزمينسكاس على موقع إي إس بي إن.كوم (الإنجليزية)
- ميندوجاس كوزمينسكاس على موقع ريلجم (الإنجليزية)
- ميندوجاس كوزمينسكاس على موقع بروبوليرز (الإنجليزية)